# Melo-M
Melo-M – łotewskie trio wykonujące muzykę cello rock, pop i crossover.
Zespół wiolonczelistów powstał w 2005 w Rydze. Występuje w składzie: Kārlis Auzāns, Miķelis Dobičins oraz Jānis Pauls.
Trio wydało jedną płytę Melo-M w 2007, na której znalazła się muzyka instrumentalna - tematy z amerykańskich filmów kinowych (m.in. „Ghostbusters” czy „Mission Impossible”).

## Przypisy

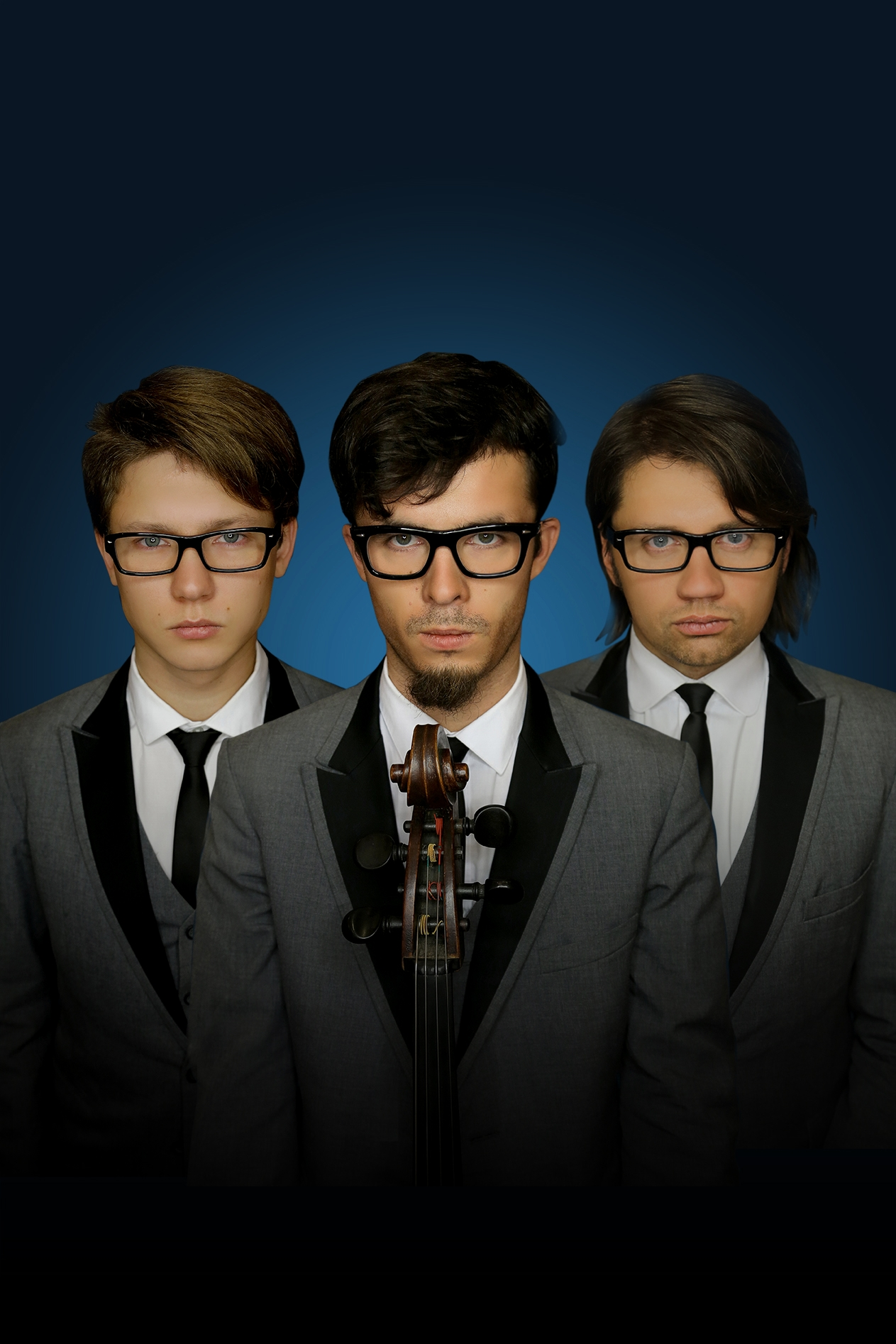
Cello Trio Melo-M 2013